# Чакановце (округ Лученец)
Чакановце (словац. Čakanovce) — село, громада округу Лученець, Банськобистрицький край, центральна Словаччина, регіон Новоград. Кадастрова площа громади — 12,43 км².
Населення 1175 осіб (станом на 31 грудня 2017 року).

## Історія
Чакановце згадується в 1439 році.

## Населення
| Рік:            | 1994. | 2004.   | 2014.    | 2024.   |
| --------------- | ----- | ------- | -------- | ------- |
| Кількість осіб: | 913   | 957     | 1153     | 1143    |
| Різниця:        |       | +4,81 % | +20,48 % | -0,86 % |

| Рік:            | 2023. | 2024.  |
| --------------- | ----- | ------ |
| Кількість осіб: | 1125  | 1143   |
| Різниця:        |       | +1,6 % |